# Kanakal, Basavana Bagevadi
Kanakal là một làng thuộc tehsil Basavana Bagevadi, huyện Bijapur, bang Karnataka, Ấn Độ.